# Georg Detharding (Apotheker)
Georg Detharding (* 5. Juni 1604; † 7. Oktober 1650 in Alt Stettin, Schwedisch-Pommern) war ein deutscher Apotheker.

## Leben
Georg Detharding stammte aus der Familie Detharding, die über sieben Generationen hinweg Ärzte hervorbrachte. Er war der Sohn des Arztes Michael Georg Detharding, der in Stargard, Stralsund und Stettin praktizierte. Schon in seiner Jugendzeit interessierte er sich für Chemie und Alchemie. Er absolvierte eine Ausbildung zum Apotheker. 1630 heiratete er Dorothea Reisig (1602–1650), Witwe des Stettiner Apothekers Joachim Bestert und Tochter des Apothekers Andreas Reisig. Die Heirat brachte ihm das Apotheker-Privileg. 1633 wurde er zudem zum fürstlich pommerschen Leib- und Hofapotheker berufen. In der städtischen Politik Stettins war er als Stadtgerichtsassesor und Schöffe tätig.
Um 1642 kam es zu einem Disput zwischen Detharding und dem Stettiner Johann Hintze, der eine chemiatrische Arznei „Aurum Potabile“ herstellte nach einem von dem Alchemisten Johann Agricola 1638 in Kommentare zu Popps Chymischer Medizin beschriebenen Verfahren. Weiter beteiligt war auf Agricolas Seite dessen Bekannter, der Dresdner Arztalchemiker August Hauptmann (1607–1674). Detharding war der Ansicht, dass dieses Verfahren wie auch andere in den „Kommentaren“ beschriebene Prozesse nicht realisierbar wären. Der Streit wurde von beiden Seiten in mehreren Traktaten geführt und endete erst mit Dethardings Tod.
Georg Detharding verstarb am 7. Oktober 1650, das Begräbnis fand am 25. Oktober in der Marienkirche zu Stettin statt. Die Trauerpredigt wurde von Jakob Fabricius gehalten.
Sein gleichnamiger Sohn Georg Detharding (1645–1712) wurde Mediziner. Er praktizierte in Stralsund und Güstrow und wurde 1694 zum Hofmedikus des mecklenburgischen Herzogs Gustav Adolf berufen. Sein ebenfalls gleichnamiger Enkel, Georg Detharding (1671–1747), wurde auch Mediziner.

## Schriften (Auswahl)
- Kurtzer Discurs vom Auro Potabili: Was es sey und was es vor Eygenschafften an sich haben muß/ dadurch man das Falsche von dem Wahren unterscheiden könne; Darauß den[n] hell und klar zu sehen ist daß das schwartzbraune dicke … Götzke, Stettin 1642, 14:693765C im VD 17.
- Scriptum Illusivum Contra Hauptmannianum famosum scriptum Collisivum: Das ist: Unumbgängliche beandwortung und wider-Rede, in welcher, D. Johannis Agricolae Phantastische Tinctura, Anima Auri, nach Chymischen Grunden Examiniret, verworffen, und was Augustus Hauptmann, Dresd. in dem Newgeschmiedeten Collisiv- oder Famos-Libell, dieselbe zu Behaupten, vorgewandt, refutiret und so viel nöhtig, beleget wird. Mamphras, Stettin 1647 (urn:nbn:de:bvb:12-bsb10220398-0) 23:292268L im VD 17.
- Nohtwendige Antwort und gegen Bericht, auf die ehrenrührige … Schmäh u. Lügen Schrift, mit welcher D. J. Agricola … ihn … belanget hat. Stettin 1648
- Chymischer Probir-Ofen: darinnen alle Processe … Joh. Agricolae … erörtert … Mamphresen, Stettin 1648 (urn:nbn:de:bvb:12-bsb10220397-5) 23:292258D im VD 17.
- Auri invicti invicta Veritas oder Des, nach D. Johan. Agricolae proceß durch Hirschhorns-scheiben nie calcinirten, auch durch spiritum Urinae & vini seiner wahrhafftigen Tinctur oder Seelen niemals beraubeten Goldes Obsiegende Wahrheit: Augusti Hauptmanns Scripto… Götsche, Stettin 1650 (urn:nbn:de:bvb:12-bsb10220401-5) 14:628206T im VD 17.